# 長ラン
長ラン（ちょうラン）とは、学ランと呼ばれる釦式の学生服のうち、丈が膝の下から脛の辺りまである特殊形状のものをいい、短ラン・中ランとともに変形学生服の一種である。

## 歴史
学生服としての直接の沿革としては、明治期の大日本帝国海軍の軍服の形状に由来するとされ、早くも明治時代から学校の制服として多く採用されていることが確認出来る。
それを裏付けるように、暁星学園などの一部の学校の学ランが7つボタンなのは海軍兵学校や予科練に入学するための予備校的存在だったことの名残である。
海軍の軍服自体は丈が短いものであったが、軍人が式典などの公式な場で着用する燕尾服は丈の長い釦式の詰襟であり、これが戦後、変形学生服を考案する上で参考にされたと考えられる。

## 流行期
主に流行ったのは1970 - 80年代で当時、国士舘の大学や高校の応援団の団員が着用していた事から始まり、国士舘高校の一部の生徒が暴走族（初期の名称はカミナリ族）にも所属していた事も重なって、当時の不良中高生の象徴的な変形学生服として広まった。
応援団においては、激しい動きの中でも裾が乱れないという機能的な理由も大きい。
長ランの特徴は以下のものがある。
- 詰襟が高い（ハイカラーと呼ばれ、主に6cmが基準）
- 前ボタンが7つである（5つのものも多い。7つのものは応援団長など、組織の幹部が着用することが多かった）
- 袖ボタンが多い（標準服が2 - 3つなのに対して4 - 7つ）
- その名の通り、丈が長い（上記の通り、膝の下または脛の辺りまで）

なお、センターベントまたはサイドベントがあって、裏地が紫・赤・青などのサテン生地で虎や龍などの刺繍が施してあるものは洋ランと呼ばれた。

## 定義
長さにおける属性の定義が存在する。
極短ラン属
腹部が見えるほど極めて短いもの。前ボタンは4つで構成されている。
短ラン属
標準服よりは短いが極短ランよりは丈が長いもの。短ランは前ボタンが4つ、セミ短ランは前ボタンが5つで構成されている。
中ラン属
標準服より丈が若干長めで膝上までのもの。中ラン族以上の長さのものは襟も高い作りになっている。前ボタンは6個で構成されているものが多いが、5つで構成されているものもある。
長ラン属
丈の高さが膝下まで及ぶもの。襟はハイカラーで高さは6センチ程度。前ボタンの数は5～7つ。7つのものは主に応援団などにおける組織の幹部や、不良グループのリーダー格が着用。
洋ラン属
前述の通り、センターベントまたはサイドベントがあり、裏地がサテン生地で刺繍を施したもの。前ボタンは5～7つだが、洋ランは華美な装飾が特徴であるため、前ボタンの数は殆どが7つである。

## 7つボタンの制服を採用している学校
以下の学校は同一のカトリック修道会（マリア会）によって運営される、姉妹校同士の関係にあるため、男子制服のデザインもほぼ同じである。ただし、上着の丈は長ランのそれではないことを記しておく。
- 暁星中学校・高等学校
- 明星中学校・高等学校
- 札幌光星中学校・高等学校
- 海星中学校・高等学校

## 関連用語
- 応援団
- 不良行為少年
- 学生服#変形学生服
- 洋ラン (学生服)
- 特攻服
- 高下駄
- 学帽
- バンカラ
- ハイカラー
- 押忍
- 海軍